# Tête de Milon
Tête de Milon är en bergstopp i Schweiz.   Den ligger i distriktet Leuk och kantonen Valais, i den södra delen av landet, 90 km söder om huvudstaden Bern. Toppen på Tête de Milon är 3 693 meter över havet, eller 54 meter över den omgivande terrängen. Bredden vid basen är 0,43 km.
Terrängen runt Tête de Milon är huvudsakligen mycket bergig. Närmaste större samhälle är Zermatt, 11,7 km söder om Tête de Milon. 
Trakten runt Tête de Milon består i huvudsak av gräsmarker. Runt Tête de Milon är det ganska glesbefolkat, med 27 invånare per kvadratkilometer.